# 신동렬
신동렬(申東烈, 1956년 5월 27일~)은 대한민국의 공학자이자 교수이며 전 성균관대학교 총장이다. 서울특별시 출신이다.

## 학력
- 용산고등학교
- 1980년: 성균관대학교 전자공학과 학사
- 1982년: 한국과학기술원 전기 및 전자공학 석사
- 1992년: 조지아 공과대학교 대학원 전자공학 박사

## 주요 경력
- 1982년~1986년: 대우중공업 기술연구소 주임연구원
- 1992년~1994년: 삼성데이타시스템 수석연구원
- 1994년~1996년: 성균관대학교 공과대학 제어계측공학과 교수
- 1996년~2015년: 성균관대학교 정보통신대학 컴퓨터공학과 교수
- 2001년~2002년: 조지아 공과대학교 방문교수
- 2006년~2007년: 성균관대학교 정보통신대학원 원장
- 2006년~2014년: 성균관대학교 정보통신대학 학장
- 2014년~2018년: 성균관대학교 지능시스템연구소 소장
- 2014년~2018년: 교육부 특성화사업 인포매틱스사업단 단장
- 2015년~2018년: 성균관대학교 소프트웨어대학 소프트웨어학과 교수
- 2016년~2018년: 성균관대학교 대학평의회 의장
- 2017년~2018년: 성균관대학교 성균융합원 원장
- 2019년~2022년: 제21대 성균관대학교 총장
- 2019년~2022년: 학교법인 성균관대학교 이사(교육이사)
- 2023년~현재: 성균관대학교 명예총장
- 성균관대학교 소프트웨어융합대학 명예교수

## 수상 경력
- 2020년: KAIST 자랑스런 동문상[3]